# Arophyton tripartitum
Arophyton tripartitum là một loài thực vật có hoa trong họ Ráy (Araceae). Loài này được Jum. mô tả khoa học đầu tiên năm 1928.